# Green belt

Aree designate a cintura verde in Inghilterra

La green belt (cintura verde), nel Regno Unito, è una norma che regola il controllo dello sviluppo urbano. L'idea è che debba essere mantenuta, attorno ai centri abitati, una fascia verde occupata da boschi, terreni coltivati e luoghi di svago all'aria aperta. Lo scopo fondamentale di una cintura verde è impedire la scomposta proliferazione di costruzioni che vadano ad inquinare questo spazio di rispetto.
Essa venne proposta, per la prima volta, attorno alla Greater London nel 1935. Il Town and Country Planning Act 1947 consentì alle autorità locali di includere proposte per la costituzione di green belt nei loro piani di sviluppo. Nel 1955, il Ministero per la casa incoraggiò le autorità locali a individuare delle zone protette intorno alle città del Regno Unito ed a formalizzarne i limiti

## Norme sulle green belt in Inghilterra e Galles
Il Governo nazionale stabilì le norme, per l'Inghilterra ed il Galles, che vennero emanate nel Planning Policy Guidance Note 2: Green Belts. Le amministrazioni locali erano invitate a seguire con urgenza le disposizioni contenute nel provvedimento legislativo. Nella cintura verde è opinione comune che debbano esistere prescrizioni contro uno sviluppo improprio, a meno che circostanze molto speciali possano chiaramente dimostrare che i benefici dello sviluppo sarebbero maggiori del danno causato alla cintura verde. Il PPG2 indica chiaramente un determinato numero di esempi di quello che costituirebbe sviluppo adatto o improprio nella cintura verde.
Secondo il PPG2, vi sono cinque punti prioritari da seguire: 
- Controllare l'allargamento scomposto delle grandi aree fabbricate.
- Evitare che città vicine possano fondersi fra di loro.
- Salvaguardare l'abuso delle zone coltivate.
- Preservare la disposizione urbanistica delle città storiche.
- Utilizzare aree urbane dismesse o degradate per il recupero urbanistico.

Una volta che un'area è stata definita green belt, godrà dei seguenti benefici: 
- Facilitazioni nel creare adeguati accessi alla zona verde da parte degli abitanti delle città.
- Creazione di aree per la pratica di sport all'aperto vicine alle aree urbane.
- Salvaguardia e miglioramento del paesaggio vicino ai centri abitati.
- Sistemazione di aree deteriorate intorno alle città.
- Consolidare e proteggere le aree verdi.
- Mantenere le aree esistenti destinate all'agricoltura, alla silvicoltura e ad usi correlati.

## Green belt in Inghilterra
Dal 2003, sono state individuate 14 green belt:
| Area (km²)    | Città                                                                      |
| ------------- | -------------------------------------------------------------------------- |
| 5.133         | Londra (Metropolitan Green Belt)                                           |
| 2.578         | North West (Merseyside e Greater Manchester)                               |
| 2.556         | South Yorkshire e West Yorkshire                                           |
| 2.315         | West Midlands                                                              |
| 825           | Hampshire di sud-ovest e Dorset di sud-est (Bournemouth/Poole, New Forest) |
| 688           | Avon (Bristol e Bath)                                                      |
| 663           | Tyne and Wear                                                              |
| 618           | Nottingham e Derby                                                         |
| 441           | Stoke-on-Trent                                                             |
| 350           | Oxford                                                                     |
| 267           | Cambridge                                                                  |
| 262           | York                                                                       |
| 70            | Gloucester e Cheltenham                                                    |
| 7             | Burton upon Trent e Swadlincote                                            |
| 16.766 Totale |                                                                            |

## Green belt in Scozia
La green belt in Scozia è regolata dallo Scottish Planning Policy (SPP) 21, pubblicato dal Governo scozzese nel 2006.

## Green belt in Irlanda del Nord
L'Irlanda del Nord dispone di trenta green belt, per un totale di circa 226.600 ettari